# 붐비치
《붐비치》(영어: Boom Beach)는 슈퍼셀이 개발한 iOS, 안드로이드용 프리미엄ㆍ모바일 전략 비디오 게임이다. 2013년 11월 11일 캐나다에서 출시했으며,  2014년 3월 26일에는 광범위하게 출시되었다.

## 게임 플레이
붐비치는 혼자서 하는 캠페인 모드와 같은 서버에서 다른 플레이어를 공격할 수 있는 모드를 플레이 할 수 있다. 플레이어가 승리할 때 따라 확장되는 게임 맵을 특징으로 하는 캠페인 모드에선 플레이어가 "블랙가드"로 알려진 적과 싸우게 되는데, 이 적군들은 주민들을 괴롭히고 있다.
플레이어가 아닌 컴퓨터가 생성한 블랙가드 기지는 지도에 나타나며 플레이어는 자원을 얻기 위해 기지를 침략 할 수 있다. 또 다른 특징으로는 여러 플레이어와 경쟁할 수 있으며 플레이어가 잠수함을 보내서 보물을 찾을 수 있는 다이빙 스팟도 있다.
플레이어는 다른 기지를 상대로 전투를 벌일 때, 부대를 수용할 수 있는 상륙용 함정 업그레이드를 통해 얻을 수 있는 "에너지" 를 사용한다. 군대는 섬의 끝부분에만 배치할 수 있다. 배치된 군대는 자동적으로 가까운 목표물을 찾고 공격한다. 공격의 목적은 적의 본부를 파괴하는 것이다. 전투에서 승리하면 기지를 통째로 빼앗아 승리를 거두어 그 기지의 사용할 수 있는 모든 자원을 얻게 된다.

## 게임 평가
iOS 버전의 붐비치는 메타크리틱 등 리뷰 애그리게이터에 따르면 출시 당시 엇갈린 평가를 받았다.
스티픈 하버만(IGN)의 리뷰에 따르면 그는 이 게임이 슈퍼셀의 다른 비디오 게임인 클래시 오브 클랜의 현대판처럼 보였다고 언급했다.

## 같이 보기
- 브롤스타즈
- 클래시 로얄
- 클래시 오브 클랜
- 헤이데이
- 스쿼드 버스터즈
- 슈퍼셀